# Autoridad Provisional de la Coalición
La Autoridad Provisional de la Coalición (CPA) (en árabe: سلطة الائتلاف الموحدة) fue el gobierno provisional establecido por Estados Unidos, Reino Unido y otros miembros de la coalición multinacional tras la invasión de Irak en 2003. Fue creado en sustitución del gobierno de Saddam Hussein en 2003. Citando la Resolución 1483 de 2003 del Consejo de Seguridad de Naciones Unidas y las Leyes de la guerra, la CPA se invistió a sí misma con autoridad ejecutiva, legislativa y judicial por encima del gobierno iraquí desde su nacimiento el 21 de abril de 2003 hasta su disolución, el 28 de junio de 2004.

## Historia de la CPA

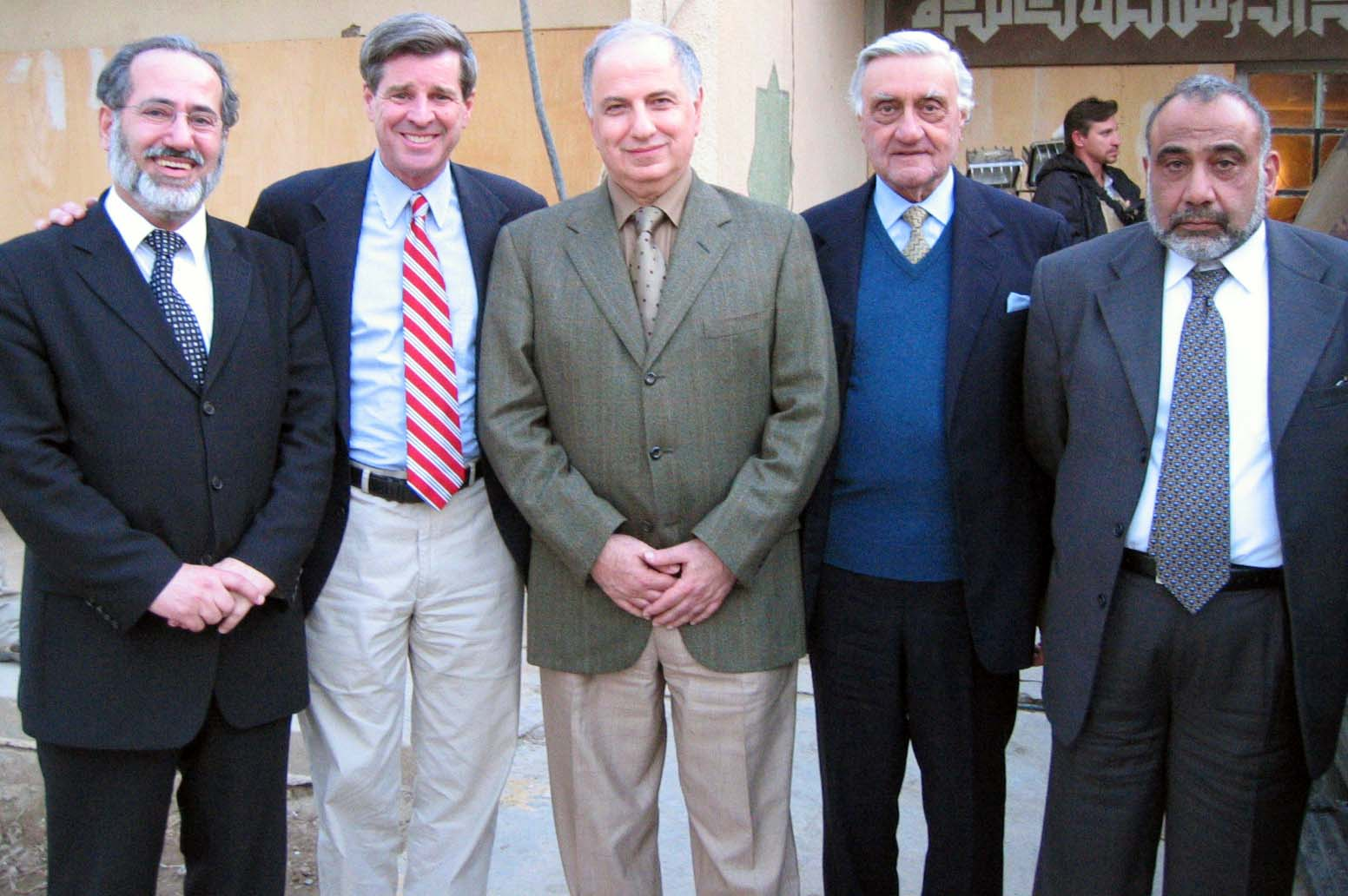
Paul Bremer con miembros del Consejo de Gobierno de Irak. Fotografía de diciembre de 2003.

El Ministerio para la reconstrucción y ayuda humanitaria (ORHA), fundado por el gobierno de Estados Unidos tras la invasión de Irak en 2003, pretendía actuar como administración provisional en Irak hasta la creación de un gobierno elegido por los civiles democráticamente.
El teniente general jubilado del Ejército de Estados Unidos Jay Garner fue nombrado director del ORHA en enero de 2003. Tras la disolución del OHRA y la creación de la CPA, se convirtió en el primer jefe ejecutivo de esta última. Su elección vino motivada en gran parte por su pasado militar en Irak durante la Operación Tormenta del Desierto en 1991 y sus esfuerzos de reconstrucción del norte de Irak en la Operación Provide Comfort, además de sus credenciales y sus estrechos lazos con el Secretario de Defensa estadounidense Donald Rumsfeld. Su mandato, sin embargo, solo duró desde el 21 de abril de 2003 hasta un mes después, cuando fue reemplazado repentinamente por Paul Bremer, el 11 de mayo de 2003.
El rápido cese de Garner por las autoridades estadounidenses fue recibido como una sorpresa en muchos sectores de la CPA. En una entrevista en el programa de la BBC Newsnight, Garner constató públicamente que su intención era dar el poder a los ciudadanos iraquíes tan pronto como fuera posible y hacerlo mediante algún método electoral. En privado, el gobierno estadounidense presionaba para eliminar a los miembros del Partido Baaz de sus puestos en el gobierno de Irak y en el Ejército. El rechazo de Garner a poner en marcha esta "desbaazificación" de la sociedad iraquí enfureció a algunos altos cargos del gobierno de Estados Unidos, y provocó de forma directa su destitución.
Tras tomar posesión del cargo en mayo de 2003, Paul Bremer también asumió el título de Enviado presidencial y Administrador de Irak, y numerosos medios de comunicación e incluso la Casa Blanca le llamaron en repetidas ocasiones Embajador. Sin embargo, este cargo de embajador nunca fue confirmado por el Senado de Estados Unidos, y nunca fue presentado oficialmente como tal al gobierno iraquí, al no haber ninguna misión diplomática estadounidense presente en Irak en ese momento.
La CPA fue creada y fundada como una división del Departamento de Defensa de Estados Unidos, y como Administrador, Bremer reportaba directamente al Secretario de Defensa estadounidense. Aunque las tropas de varios países miembros de la coalición estaban presentes en Irak en este momento, el Mando Central de Estados Unidos (USCENTCOM) era el aparato militar principal encargado de ofrecer apoyo a la CPA en el combate directo, con el objetivo de reforzar su autoridad durante la ocupación de Irak.
Mientras muchos de los vistosos palacios de Saddam Hussein eran saqueados en los días siguientes a la invasión, la mayoría de las estructuras sobrevivieron relativamente intactas. Fue en uno de estos numerosos palacios situados a lo largo de todo el país donde la CPA decidió establecer su sede de gobierno. El gobierno estadounidense conservó algunos de estos palacios incluso después de la transición del poder al pueblo iraquí.
La CPA fue también responsable de la gestión del Fondo de Desarrollo para Irak durante el año siguiente a la invasión. Este fondo reemplazó al anterior programa de Naciones Unidas Petróleo por Alimentos y obtuvo fondos para el programa de compra de trigo, el programa de cambio monetario, los programas para las infraestructuras eléctricas y petrolíferas, equipamiento para las fuerzas de seguridad iraquíes, salarios para los funcionarios iraquíes y las operaciones de los varios ministerios gubernamentales.
El 22 de julio de 2003, la CPA formó el Consejo de Gobierno Iraquí y nombró a sus miembros, mayormente expatriados iraquíes que abandonaron el país durante el mandato de Saddam Hussein, así como disidentes declarados que habían sido perseguidos por el régimen previo.
Aunque subordinado a la CPA, el Consejo de Gobierno Iraquí tenía varias responsabilidades clave, que consistían en el nombramiento de representantes para Naciones Unidas, de ministros políticos internos para los cargos vacantes y la elaboración de una constitución temporal, conocida como la Ley Administrativa de Transición (TAL), que se utilizaría en la administración de Irak hasta que se redactara una constitución permanente y fuera aprobada por el electorado general.
En la tarde del 14 de diciembre de 2003, la CPA anunció a través de una conferencia de prensa en el centro de convenciones Forum de Irak, en la zona verde de Bagdad, la captura del anterior presidente iraquí Saddam Hussein, hallado la noche anterior en un zulo cerca de Tikrit, localidad natal de Saddam. En la conferencia de prensa estuvo presente el teniente general del Ejército de Estados Unidos Ricardo Sánchez, el gobernador Bremer, miembros de las agencias de inteligencia inglesa y estadounidense, varios miembros del Consejo de Gobierno Iraquí y una multitud de periodistas representantes de medios de comunicación de todo el mundo.
Con el fin de evitar cualquier tentativa de insurgencia, la CPA transfirió el poder al recientemente nombrado Gobierno Interno Iraquí el 28 de junio de 2004. Con la CPA así disuelta, Paul Bremer dejó Irak ese mismo día.

## Naciones aliadas
Los países que contribuyeron a la Autoridad Provisional de la Coalición fueron:
África
- Eritrea
- Etiopía

América
- Colombia
- El Salvador
- Nicaragua
- Estados Unidos

Asia
- Afganistán
- Azerbaiyán
- Japón
- Kazajistán
- Corea del Sur
- Mongolia
- Filipinas
- Uzbekistán
- Turquía

Europa (18 de 55)
- Albania
- Armenia
- Bulgaria
- República Checa
- Dinamarca
- Estonia
- Georgia
- Hungría
- Italia
- Letonia
- Lituania
- Macedonia del Norte
- Países Bajos
- Polonia
- Rumania
- Eslovenia
- España
- Reino Unido

Oceanía
- Australia

## Estructura de la CPA
La CPA se dividió en tres regiones geográficas. La CPA Norte tenía su sede en la ciudad norteña de Mosul, la CPA Central en Bagdad, en el anterior palacio republicano de Saddam, y la CPA Sur se estableció en Basra, al sur del país. Cada región operaba de manera semiautónoma, aunque las tres tenían el objetivo común de la reconstrucción del país. Durante su existencia, la inseguridad y tensiones sociales civiles variaban de región a región, y esto se reflejó en los niveles de éxito de los programas de las distintas divisiones de la CPA.

### Organizaciones no gubernamentales, donaciones privadas y la CPA

#### Papel de laJunta Internacional de Asesoramiento y Supervisión(IAMB)
La Resolución de Naciones Unidas 1483 transfirió la autoridad que gestionaba los gastos sobre los ingresos procedentes del petróleo iraquí de Naciones Unidas a la CPA, bajo ciertas condiciones, que incluían:
- Los gastos se hacían de manera abierta y transparente.
- Los gastos estaban sujetos a la supervisión de un grupo de expertos financieros internacionales de primera categoría, la IAMB.
- Las decisiones en los desembolsos debían constituir una aportación significativa para Irak.

La Junta Internacional de Asesoramiento y Supervisión estaba formada por expertos financieros de primera categoría de Naciones Unidas, del Fondo Monetario Internacional, del Banco Mundial y del Fondo Árabe para el Desarrollo Social y Económico.
La IAMB tuvo algunos problemas serios con la falta de transparencia de la CPA y la falta de controles financieros adecuados, problemas que nunca fueron resueltos. La IAMB todavía existe y colabora en las investigaciones sobre la gestión financiera de la CPA.

### La Junta de Revisión del Programa de la CPA (PRB)
La Junta de Revisión del Programa de la CPA estaba formada por once miembros que consistían en diez empleados de la CPA y un miembro del Consejo de Gobierno Iraquí. La presidencia de esta junta también conllevaba ser el consejero sénior de la CPA en el Ministerio de Finanzas de Irak.
Su responsabilidad fue revisar y recomendar las contrataciones por parte del administrador de la CPA. Para asegurar la transparencia, todas las discusiones clave en relación con los pros y contras de los programas en consideración se debían hacer públicas. El administrador de la CPA solo debía tomar decisiones sobre la contratación una vez hubiera recibido una recomendación de este comité.
Las apreciaciones sobre el control interno, surgidas de la auditoría realizada por KPMG de la utilización de los fondos de la DFI, fueron particularmente críticas con la PRB, a la que se le achacó no haber cumplido con la obligación de transparencia de la CPA, específicamente en que:
- Las reuniones se realizaban sin tomar nota de los asistentes.
- En algunas reuniones en las que se tomaban decisiones no se conseguía cuórum.
- La Junta de Revisión del Programa nunca registró las mociones que aprobaban contratos, o que miembros secundaban o estaban en contra de estas mociones.
- De las 43 reuniones que se celebraron en 2003, el único miembro iraquí de la junta solo asistió en dos ocasiones.
- Las actas no contenían suficientes detalles para que los lectores pudieran entender porqué se aprobaban los programas.
- Las decisiones de programas que se habían presentado se aprobaban de manera informal posteriormente, fuera de las reuniones, sin ningún tipo de registro de los motivos de la decisión.
- La presidencia de la junta se negó a firmar los documentos que certificaban la exactitud de la contabilidad de la junta.

## Privatización de la economía de Irak
Antes de la ocupación estadounidense, Irak contaba con una economía centralizada. Entre otras características, prohibía que los negocios iraquíes pertenecieran a empresas extranjeras, la mayoría de las grandes empresas eran dirigidas como organizaciones estatales e imponía enormes aranceles para evitar la entrada de mercancías exteriores. La CPA expidió muchas órdenes vinculantes privatizando la economía de Irak y abriéndola a la inversión extranjera. La Orden 39 de la CPA, titulada "Inversión Extranjera", estipuló que "un inversor exterior debe poder realizar inversiones exteriores en Irak en términos no menos favorables que aquellos aplicables a un inversor iraquí", y que "no se debe limitar la participación exterior en las entidades empresariales ya existentes o de nueva creación en Irak". Adicionalmente, el inversor extranjero "debe tener autorización para transferir al exterior sin ningún tipo de demora todos los fondos asociados con su inversión, incluyendo acciones o beneficios y dividendos".
Con esta orden, los críticos afirman que la CPA alteró drásticamente la economía de Irak, permitiendo la inversión extranjera de forma ilimitada e irrestringida, sin acotar la expatriación de los ingresos. Sin embargo, estas políticas van en línea con los actuales estándares en inversión extranjera directa, a los que se adhieren la mayoría de países del mundo desarrollado. La orden concluía "Siempre y cuando un acuerdo internacional del que Irak forme parte estipule unos términos más favorables para los inversores extranjeros que realicen sus actividades inversoras en Irak, se deben aplicar los términos más favorables incluidos en el acuerdo internacional". De acuerdo a los críticos, esta orden fue diseñada para crear un entorno lo más favorable posible para los inversores extranjeros, permitiendo así que las corporaciones americanas y multinacionales dominaran la economía de Irak. Los críticos además sostienen que estas polémicas prácticas son fundamentalmente antidemocráticas, ya que la determinación de las leyes de comercio en Irak no compete a Estados Unidos o a cualquier otro país o coalición de países, y que dichas leyes solo pueden ser legitimadas por un gobierno iraquí electo libre de la ocupación y dominación extranjera.
La Orden 17 de la CPA garantizó inmunidad legal ante los procesos legales iraquíes a todos los contratistas extranjeros que operaban en Irak, garantizando de forma efectiva inmunidad ante cualquier pleito, civil o criminal, por las acciones que realizaban en Irak.
La Orden 49 estipuló una reducción en los impuestos para aquellas corporaciones que operaban en Irak. Se reducía el índice de un máximo de 40% a un máximo de 15% en los ingresos. Las corporaciones que trabajaban con la CPA fueron exentas de cualquier tasa.
La Orden 12 de la CPA, enmendada por la Orden 54, suspendió todos los aranceles, con lo que los productores domésticos quedaban privados de su ventaja ante los productores exteriores.   . Sin embargo, y con el fin de ayudar a los proyectos de reconstrucción de Irak, se reimpuso posteriormente un "impuesto de reconstrucción" de un 5% en cualquier mercancía importada. 
La Orden 57 de la CPA estipuló el nombramiento de "Inspectores Generales" que operaban en cada ministerio del gobierno iraquí con el objetivo de erradicar la corrupción. El cargo de estos inspectores era de 5 años y eran nombrados por Paul Bremer, otorgándoles "poderes dramáticos para "realizar investigaciones, auditorías, evaluaciones, inspecciones y otros exámenes..."

Los críticos afirman que este fue un mecanismo para proseguir con la influencia estadounidense en el gobierno iraquí incluso después de la transición del poder al país.
Los críticos con la CPA argumentan que estas políticas no fueron simplemente tentativas flagrantes para moldear la economía iraquí según los intereses de los inversores americanos (y de otros países) y en contra de los intereses del pueblo iraquí, sino que también fueron ilegales según el Derecho internacional, ya que le está prohibido a un poder ocupante reformular las leyes del país ocupado.

## Crítica a la gestión financiera
En mayo de 2003, la CPA se responsabilizó de la administración del Fondo de Desarrollo para Irak (DFI). Basado en el previo programa de Naciones Unidas Oil-for-Food, la CPA fue autorizada para gestionar el DFI, que recibió aproximadamente 20 billones de dólares durante el año después de la invasión. La CPA también administró 18.4 billones de dólares destinados por el Congreso estadounidense para la reconstrucción de Irak en noviembre de 2003, conocidos como el Fondo para la reconstrucción y ayuda a Irak (IRRF).
Hacia junio de 2004, la CPA había gastado, o destinado, 19.1 billones de dólares del DFI, mientras que solo había utilizado 400 millones de dólares del IRRF. Los críticos sugieren que Bremer utilizó selectivamente los fondos del DFI, al estar este más libre de la supervisión contable de la GAO.
Sin embargo, otros sostienen que, a diferencia del DFI, el IRRF no fue creado para financiar los ministerios gubernamentales de Irak o el Sistema de Distribución Pública (raciones de comida estatales del programa Oil-for-Food). Los 18.4 billones de dólares autorizados por el Congreso de Estados Unidos estaban destinados a financiar los grandes proyectos de reconstrucción, como plantas energéticas y depuradoras, y no para los gastos operacionales diarios del gobierno iraquí. Al estar estos proyectos en fase inicial o preparatoria, no sorprende que se hubieran utilizado pocos fondos en ese momento o tantos del DFI, que ha quedado virtualmente como única fuente de ingresos del gobierno iraquí., had.

### Auditorías a los gastos de fondos iraquíes por parte de la CPA
Cuando se cedió la responsabilidad de la gestión de los ingresos procedentes del petróleo iraquí al pueblo iraquí con la Resolución de Naciones Unidas, se hizo sobre la base de ciertas condiciones:
- Los fondos se gestionarían de manera abierta y transparente.
- La CPA debería someterse a la supervisión de la Junta Internacional de Asesoramiento y Supervisión, formada por expertos financieros internacionales sénior de primera línea.

La IAMB intentó insistir en ciertos controles financieros, con poco éxito.
Con la recomendación de la IAMB, la firma contable KPMG fue la encargada de auditar los desembolsos del DFI realizados por la CPA. del 15 de julio de 2004, incluyendo más de una docena de motivos de preocupación.
El 20 de junio de 2005, los miembros del Comité para la Reforma Gubernamental prepararon un informe para el congresista Henry Waxman sobre los gastos realizados por la CPA en el DFI, en el que plasmaron nuevos motivos de preocupación. .

## Políticas de contratación
El jefe de la CPA Paul Bremer rebatió las críticas a la CPA alegando que sus empleados no tenían experiencia alguna y que había un alto índice de rotación. Sin embargo, los críticos con el embajador Bremer replican que las prácticas de contratación estaban entre sus responsabilidades, y que dichas prácticas parecen ser altamente partidistas. Jim O'Beirne, marido de Kate O'Beirne, fue el encargado de investigar la lealtad de toda la plantilla, cuyos miembros declararon haber sido interrogados sobre su voto presidencial, su creencia en la pena capital, sus creencias religiosas, e incluso su opinión acerca de Roe v. Wade
Los aproximadamente 1.500 miembros en plantilla de la CPA incluían a empleados jóvenes y sin experiencia, así como miembros procedentes de la conservadora Heritage Foundation y las oficinas de los congresistas republicanos y activistas de la GOP. Las entrevistas con antiguo personal de la CPA durante los pasados años muestran una organización que estaba dominada por ideologías de la administración.

## Reconstrucción
Aunque la CPA adjudicó los contratos para la reconstrucción esencial de Irak a empresas americanas, algunos críticos claman que estas empresas hicieron más bien poco. La empresa Bechtel, por ejemplo, fue la encargada de reparar las depuradoras y potabilizadoras iraquíes. No obstante, todavía hoy muchos iraquíes no tienen acceso al agua potable o a la electricidad. Las fuerzas militares de la coalición tenían como responsabilidad velar por la seguridad de los contratistas en Irak, con lo que los fondos contractuales tuvieron que emplearse no en actividades de reconstrucción, sino en requisitos de seguridad que no se habían contemplado cuando se redactaron los contratos. Además, el progreso en la reconstrucción a menudo sufrió contratiempos debido a las actividades de insurgencia destinadas a interrumpir la reconstrucción de las infraestructuras. Estas actividades de insurgencia ralentizaron de manera significativa la reconstrucción y obligaron a replantear los objetivos de los proyectos debido a la utilización de los fondos para ofrecer la seguridad necesaria, mucho mayor de lo que se había planeado en un primer momento.
Según la USAID, en octubre de 2003, la generación de electricidad había llegado a los niveles preguerra de 4500 MW, y se trabajaba conjuntamente con Bechtel y con el Ministerio de Interior iraquí en 2000 MW de capacidad. La CPA estableció los 6000 MW como objetivo para el verano de 2004, lo que nunca se ha conseguido. En agosto de 2004 se alcanzaron los 5.365 MW, justo seis semanas después de la transición del poder. En la actualidad, los niveles alcanzan aproximadamente 5.000 MW, con los proyectos en los que colabora Bechtel todavía en marcha.
Se pueden encontrar las actualizaciones semanales y sumarios financieros en la página web de la USAID de Irak: www.usaid.gov.
También se puede encontrar una actualización sobre la situación del sector eléctrico en Irak en la siguiente dirección electrónica: 